# 沼田站
- 關於曾經同名的北海道車站，請見「石狩沼田站」。
- 關於神奈川縣的伊豆箱根鐵道車站，請見「相模沼田站」。

沼田站（日语：／ Numata eki */?）是位於群馬縣沼田市清水町3155號，東日本旅客鐵道（JR東日本）的上越線車站。
此站是位於利根地方的中心都市，沼田市的代表車站。位於沼田盆地的中部，由利根川和片品川形成河階的西邊位置。此站是前往吹割瀑布、老神溫泉和尾瀨等片品川地域的觀光據點。

## 歷史
- 1924年（大正13年）3月31日：車站啟用。
- 1987年（昭和62年）4月1日：伴隨國鐵分割民營化，車站由東日本旅客鐵道（JR東日本）營運。
- 2006年（平成18年）2月21日：引入自動閘機（日语：自動改札機）。
- 2009年（平成21年）3月14日：擴大東京近郊區間，此站可以使用IC卡「Suica」[1]。
- 2019年（令和元年）11月1日：成為業務委託車站。管理車站遷移至水上站，並由水上站管理此站。

另外，在上越線開通前的1911年（明治44年） - 1924年（大正13年）之間，曾經設有連接澀川至沼田市內之間的馬車鐵路·電氣鐵路利根軌道→東京電燈利根線。

## 車站構造
車站是一座地面車站，設有1面1線的單式月台和1面2線的島式月台，共有2面3線的月台。車站大樓鄰接單式月台（1號月台），與島式月台（2、3號月台）之間設有行人隧道連接。1和3號月台的高度已經提升。在大正時代建成的車站大樓在2012年已經進行翻新工程。
此站是由水上站管理的業務委託車站，委托JR東日本車站服務負責車站業務。在車站啟用當初，車站大樓的天井較高。大樓內設有候車室、綠色窗口（早上和晚間無人當值）、自動售票機和自動閘機（在2009年3月14日起支援Suica）。從前候車室內設有Kiosk。

### 月台
| 月台 | 路線    | 上下行 | 方向                       | 備註                   |
| ---- | ------- | ------ | -------------------------- | ---------------------- |
| 1    | ■上越線 | 上行   | 澀川、高崎、大宮、上野方向 |                        |
| 2    | ■上越線 | 上行   | 澀川、高崎、大宮、上野方向 | 待避列車使用           |
| 2    | ■上越線 | 下行   | 水上、長岡、新潟方向       | 部分列車與待避列車使用 |
| 3    | ■上越線 | 下行   | 水上、長岡、新潟方向       |                        |

2號月台為上下行共用的待避線。在定期列車中，部分水上方向列車為了維護路軌（需要有列車車輪磨擦路軌），停靠2號月台。

## 使用狀況
根據「JR東日本」資料，在2019年度（令和元年度）1日平均乘車人次為1,622人。在群馬縣內上越線車站中，繼高崎站、新前橋站、高崎問屋町站、澀川站、井野站中排名第6，若計算單獨上越線車站，並且沒有其他直通路線下，此站為最多人使用的上越線車站。
以下為近年乘車人次變化：
| 乘車人次變化       | 乘車人次變化     | 乘車人次變化    |
| 年度               | 1日平均 乘車人次 | 參考資料        |
| ------------------ | ---------------- | --------------- |
| 2000年（平成12年） | 2,422            | [ 利用客数 2 ]  |
| 2001年（平成13年） | 2,326            | [ 利用客数 3 ]  |
| 2002年（平成14年） | 2,231            | [ 利用客数 4 ]  |
| 2003年（平成15年） | 2,199            | [ 利用客数 5 ]  |
| 2004年（平成16年） | 2,166            | [ 利用客数 6 ]  |
| 2005年（平成17年） | 2,135            | [ 利用客数 7 ]  |
| 2006年（平成18年） | 2,102            | [ 利用客数 8 ]  |
| 2007年（平成19年） | 2,041            | [ 利用客数 9 ]  |
| 2008年（平成20年） | 2,100            | [ 利用客数 10 ] |
| 2009年（平成21年） | 2,005            | [ 利用客数 11 ] |
| 2010年（平成22年） | 1,973            | [ 利用客数 12 ] |
| 2011年（平成23年） | 1,910            | [ 利用客数 13 ] |
| 2012年（平成24年） | 1,943            | [ 利用客数 14 ] |
| 2013年（平成25年） | 1,963            | [ 利用客数 15 ] |
| 2014年（平成26年） | 1,863            | [ 利用客数 16 ] |
| 2015年（平成27年） | 1,867            | [ 利用客数 17 ] |
| 2016年（平成28年） | 1,806            | [ 利用客数 18 ] |
| 2017年（平成29年） | 1,783            | [ 利用客数 19 ] |
| 2018年（平成30年） | 1,721            | [ 利用客数 20 ] |
| 2019年（令和元年） | 1,622            | [ 利用客数 1 ]  |

## 車站周邊
在2004年至2008年之間，站前迴旋路和停車場進行了工程。在沼田市分成為上段和下段，此站位於下段。

### 上段
- 沼田市政廳
- 沼田郵局（日语：沼田郵便局）
- 沼田城址（日语：沼田城）
- 沼田公園
- Terrace沼田（日语：テラス沼田）（舊・Green Bell 21（日语：グリーンベル21））
  - FM OZE（日语：FM OZE）（第2層）
- 群馬縣立沼田女子高等學校（日语：群馬県立沼田女子高等学校）
- 群馬縣立沼田高等學校（日语：群馬県立沼田高等学校）

### 下段
- 沼田站前郵局
- 國道17號
- 群馬縣道274號沼田停車場線（日语：群馬県道274号沼田停車場線）
- 日本地捫群馬工場（日语：日本デルモンテ）
- 谷川駕駛學校（舊・東群馬汽車學校 沼田分所）
- 沼田市立沼田西中學
- Hello Work沼田（沼田公共職業安定所）
- 沼田勞動基準監督署
- 利根沼田縣民局廳舍
- 沼田保健所
- 關越交通（日语：関越交通）沼田營業所

## 巴士路線
此站前設有前往尾瀨和老神溫泉等溫泉勝地，以及前往上越新幹線上毛高原站。另外，市區是位於懸崖上，市內的高低差較大，因此設有多條巴士路線。站前也有前往前橋市方向的高速巴士，由關越交通營運。
| 乘車處 | 系統                   | 主要途經                                                                           | 目的地                 | 巴士公司     | 備註                                  |
| ------ | ---------------------- | ---------------------------------------------------------------------------------- | ---------------------- | ------------ | ------------------------------------- |
| 1      | 鎌田線                 | 下之町、沼田市保健福祉中心前、（老神溫泉）、鎌田、前往鳩待峠的巴士轉乘處           | 大清水                 | 關越交通     | 冬季暫停服務                          |
| 1      | 鎌田線                 | 下之町、沼田市保健福祉中心前、鎌田、前往鳩待峠的巴士轉乘處                         | 戶倉滑雪場             | 關越交通     | 冬季服務                              |
| 1      | 鎌田線                 | 下之町、沼田市保健福祉中心前、（老神溫泉）、鎌田                                   | 前往鳩待峠的巴士轉乘處 | 關越交通     |                                       |
| 2      | 猿京線                 | 後閑站前、上毛高原站、湯宿溫泉、猿京溫泉                                           | 猿京                   | 關越交通     |                                       |
| 2      | 鎌田線                 | 後閑站前                                                                           | 上毛高原站             | 關越交通     |                                       |
| 2      | 中山本宿線             | 川田小學後方、Lockheart城前                                                        | 中山本宿               | 沼田市巴士   |                                       |
| 3      | 猿京線                 | 市政廳前                                                                           | 沼田市保健福祉中心前   | 關越交通     |                                       |
| 3      | 中山本宿線             | 市政廳前                                                                           | 沼田三軒屋             | 沼田市巴士   |                                       |
| 3      | 高速、蘋果號           | 駕駛考試場前、縣廳前                                                               | 群大醫院               | 關越交通     |                                       |
| 4      | 迦葉山線               | （國立醫院）、木田坂上、中發知                                                     | 迦葉山                 | 沼田市巴士   |                                       |
| 4      | 迦葉山線               | 國立醫院、木田坂上、中發知、迦葉山、玉原薰衣草公園                                 | 玉原中心公園           | 沼田市巴士   | 星期六及假日服務                      |
| 4      | 奈良秋塚線             | 國立醫院、奈良町農事研修所、秋塚町生活改善中心                                     | 沼田站                 | 沼田市巴士   | 星期六及假日暫停服務 使用巨型的士行走 |
| 4      | 宇楚井原線             | 國立醫院、親睦福祉中心                                                             | 莊田城址公園           | 沼田市巴士   | 星期六及假日暫停服務 使用巨型的士行走 |
| 4      | 佐山線                 | 國立醫院、親睦福祉中心、善桂寺                                                     | 佐山                   | 沼田市巴士   | 星期六及假日暫停服務 使用巨型的士行走 |
| 4      | 南鄉線                 | （國立醫院）、上沼須、久屋學校（利南東小學）                                       | 南鄉                   | 沼田市巴士   | 星期六及假日暫停服務 使用巨型的士行走 |
| 4      | 川田線                 | 國立醫院                                                                           | 東下原團地             | 沼田市巴士   | 星期六及假日暫停服務 使用巨型的士行走 |
| 4      | 川田線                 | 川田學校後方、前原                                                                 | 馬込儲水池             | 沼田市巴士   | 星期六及假日暫停服務 使用巨型的士行走 |
| 4      | 川場村循環線           | 下之町、關越車廠、橫塚町、田園廣場、川場溫泉、吉祥寺入口、橫塚町、關越車廠、下之町 | 沼田站                 | 川場村營巴士 | 先經立岩                              |
| 4      | 川場村循環線           | 下之町、關越車廠、橫塚町、吉祥寺入口、川場溫泉、田園廣場、橫塚町、關越車廠、下之町 | 沼田站                 | 川場村營巴士 | 先經生品                              |
|        | 玉原薰衣草公園穿梭巴士 | 玉原薰衣草公園                                                                     | 玉原中心公園           | 關越交通     | 夏季服務                              |

## 相鄰車站
東日本旅客鐵道（JR東日本）
■上越線
岩本－沼田－後閑

## 注腳

### 使用狀況
1. 1 2  . 東日本旅客鐵道.   [2020-07-12]. （原始内容存档于2020-07-11） （日语）.
2. ↑  . 東日本旅客鐵道.   [2019-04-11]. （原始内容存档于2019-03-28） （日语）.
3. ↑  . 東日本旅客鐵道.   [2019-04-11]. （原始内容存档于2019-03-28） （日语）.
4. ↑  . 東日本旅客鐵道.   [2019-04-11]. （原始内容存档于2019-03-28） （日语）.
5. ↑  . 東日本旅客鐵道.   [2019-04-11]. （原始内容存档于2019-03-28） （日语）.
6. ↑  . 東日本旅客鐵道.   [2019-04-11]. （原始内容存档于2019-03-28） （日语）.
7. ↑  . 東日本旅客鐵道.   [2019-04-11]. （原始内容存档于2019-03-28） （日语）.
8. ↑  . 東日本旅客鐵道.   [2019-04-11]. （原始内容存档于2019-03-28） （日语）.
9. ↑  . 東日本旅客鐵道.   [2019-04-11]. （原始内容存档于2019-04-02） （日语）.
10. ↑  . 東日本旅客鐵道.   [2019-04-11]. （原始内容存档于2019-03-28） （日语）.
11. ↑  . 東日本旅客鐵道.   [2019-04-11]. （原始内容存档于2019-03-27） （日语）.
12. ↑  . 東日本旅客鐵道.   [2019-04-11]. （原始内容存档于2019-03-27） （日语）.
13. ↑  . 東日本旅客鐵道.   [2019-04-11]. （原始内容存档于2019-03-28） （日语）.
14. ↑  . 東日本旅客鐵道.   [2019-04-11]. （原始内容存档于2018-10-26） （日语）.
15. ↑  . 東日本旅客鐵道.   [2019-04-11]. （原始内容存档于2016-04-04） （日语）.
16. ↑  . 東日本旅客鐵道.   [2019-04-11]. （原始内容存档于2019-03-27） （日语）.
17. ↑  . 東日本旅客鐵道.   [2019-04-11]. （原始内容存档于2019-03-23） （日语）.
18. ↑  . 東日本旅客鐵道.   [2019-04-11]. （原始内容存档于2017-07-29） （日语）.
19. ↑  . 東日本旅客鐵道.   [2019-04-11]. （原始内容存档于2018-07-06） （日语）.
20. ↑  . 東日本旅客鐵道.   [2019-07-13]. （原始内容存档于2019-07-05） （日语）.

## 外部連結
- 車站資訊（沼田）：東日本旅客鐵道